# Cercetare de marketing
Cercetarea de marketing este definită ca un proces sistematic de colectare, înregistrare și analizare a datelor calitative și cantitative, cu privire la aspecte legate de produse și servicii. Scopul cercetării de marketing este acela de a identifica și de a evalua modul în care modificările elementelor mix-ului de marketing (produs, preț, promovare, distribuție) influențează comportamentul clienților. Asociația Americană de Marketing a definit-o astfel: „Cercetarea de marketing este funcția care leagă consumatorul, clientul și publicul la marketing prin informații utilizate pentru a identifica și defini oportunitățile de marketing și problemele; generează, rafinează și evaluează acțiunile de marketing; monitorizează performanțele de marketing; îmbunătățește înțelegerea de marketing ca proces. Cercetarea de marketing conține informațiile necesare pentru a aborda aceste probleme, proiectează metoda de colectare a informațiilor, gestionează și implementează procesul de colectare a acestora, analizează rezultatele și comunică constatările și implicațiile acestora".
Domeniul de cercetare de marketing este uneori descris ca cercetare de piață, cercetare de afaceri și în unele discipline aceste instrumente sunt cunoscute ca metode de cercetare socială. Utilizarea acestor instrumente în marketing prezintă un lung istoric.  Există mai multe manuale care oferă o imagine de ansamblu asupra disciplinei.

## Prezentare generală
Scopul cercetării de marketing este de a oferi conducerii unei companii informații relevante, exacte, demne de încredere, valabile și actualizate de piață. Mediul de marketing competitiv și costurile din ce în ce mai mari atribuite deciziilor deficitare determină ca cercetarea de marketing să ofere informații solide. Deciziile hotărâtoare nu se bazează doar pe sentimente sau intuiții, dar nici doar pe judecată.
Managerii iau numeroase decizii strategice în procesul de recunoaștere și satisfacere a nevoilor clienților. Aceștia iau decizii cu privire la potențiale oportunități, la selectarea pieței țintă, segmentarea pieței, planificarea și implementarea programelor de marketing, performanța de marketing și control. Aceste decizii devin cu atât mai complexe odată cu  interacțiunea dintre variabilele controlabile de marketing ale produsului, prețului, promovării și distribuirii. Alte complicații legate de luarea unor decizii sunt date de factori de mediu irepresibili, cum ar fi condițiile economice generale, tehnologia, politicile și legile publice, mediul politic, concurența și schimbările sociale și culturale. Un alt factor al acestui mix este complexitatea de consumatori. Cercetările îl ajută pe manager să asocieze parametrii de marketing cu mediul și consumatorii. Aceste studii ajută la eliminarea unor incertitudini, oferind informații relevante despre parametrii de marketing, mediu și consumatori. În absența informațiilor pertinente, răspunsul consumatorilor la programele de marketing nu poate fi prezis în mod credibil sau precis. Programele de cercetare de marketing în curs furnizează informații despre factori și consumatori evaluabili și neevaluabili; aceste informații sporesc eficacitatea deciziilor luate de managerii de marketing.
Inițial, cercetătorii de marketing erau responsabili de furnizarea informațiilor relevante, iar deciziile de marketing erau luate de către manageri. Cu toate acestea, rolurile se schimbă, iar cercetătorii de marketing sunt din ce în ce mai implicați în luarea deciziilor, în timp ce managerii de marketing sunt din ce în ce mai implicați în cercetare. Rolul cercetării de marketing în luarea deciziilor manageriale este explicat folosind cadrul modelului DECIDE
Cercetarea de marketing are ca scop gestionarea managerilor de marketing în luarea unor decizii. Uneori, problema are o structură clară, alteori cadrul nu este clar definit. Astfel putem distinge între:
- Cercetare preliminară: utilizată pentru a identifica structura unui mediu social sau de afaceri sau cadrul unei probleme (identificarea problemelor).
- Cercetare concludentă: utilizată pentru a formula concluzii finale și a sprijini deciziile (studiul rezolvării problemelor).

De asemenea, putem clasifica metodele de cercetare de marketing pe baza sursei de informații. Astfel putem deosebi:
1. Cercetarea secundară, care se referă la informațiile colectate de alții (adică surse secundare); ar putea fi externă firmei sau internă acesteia (un alt departament sau funcție a colectat informațiile pentru un scop diferit) și
2. Cercetarea primară (colectată direct din surse de primă mână, precum consumatori, furnizori, distribuitori și public în general). Cercetarea secundară este în mare parte cercetare preliminară (este o modalitate ieftină și rapidă de a efectua analiza, dar, de obicei, nu se potrivește exact cu nevoia de informații, iar cercetătorii trebuie să adune informații primare). În plus, nu este întotdeauna de încredere și trebuie evaluată cu atenție. Cercetarea primară este adaptată nevoilor cercetătorilor, poate fi preliminară sau concludentă.

Există două modalități de bază pentru a efectua cercetări primare:
- Cercetări calitative de marketing, utilizate în cea mai mare parte cu un scop preliminar, pentru a căuta idei, ipoteze sau drept cadru general pentru problema în cauză. Pe baza unui număr mare de participanți care nu sunt reprezentativi - constatările nu sunt generalizabile pentru întreaga populație;
- Cercetări cantitative de marketing, mai concludente și mai ușor de aplicat  în inferențe statistice.

## Istoric
Dovezi ale existenței adunării neoficiale ale cercetărilor comerciale datează încă din perioada medievală. În 1380, producătorul textil de origine germană, Johann Fugger, a călătorit din Augsburg până în Graben cu scopul de a aduna informații despre industria internațională de textile. Acesta a făcut schimb de scrisori în care este abordată în detaliu tema condițiilor de comercializare în zone relevante. Totuși, acest tip de informații ar fi purtat în acea perioadă denumirea de „inteligență comercială”, creând un precedent pentru colectarea sistematică a informațiilor de marketing.
În Europa, în timpul erei descoperirilor, clădirile industriale au început să importe bunuri de lux și exotice – material de pânză din India, porțelan, mătase și ceai din China, condimente din India și sud-estul Asiei și tutun, zahăr, rom și cafea din Lumea Nouă. Comercianții internaționali au început să ceară informații ce puteau fi folosite în luarea deciziilor de marketing. În această perioadă, Daniel Defoe, un negustor londonez, a publicat informații referitoare la comerțul și resursele economice ale Angliei și Scoției. Defoe era un publicist prolific și prin multitudinea sa de publicații și titluri alocate situației comerciale sunt incluse: Trade of Britain Stated, (1707); Trade of Scotland with France, (1713); și The Trade to India Critically and Calmly Considered, (1720) – toate acestea au furnizat informații importante pe care negustorii și comercianții le-au putut utiliza la baza deciziilor de afaceri.
Până spre finalul secolului al XVIII-lea, atât economia nord-americană, cât și cea europeană erau caracterizate prin consum și producție locală. Produse, bunuri și unelte de uz casnic erau produse fabricate de artizani și fermieri locali, schimburile fiind făcute în piețe și târguri locale. Datorită acestor condiții, nevoia informațiilor de marketing era una minimă. Cu toate acestea, creșterea producției în masă ca urmare a revoluției industriale, în combinație cu sisteme de transport îmbunătățite din perioada de început a secolului al XIX-lea, au condus la crearea unei piețe naționale și în cele din urmă, a impulsionat nevoia de informații mult mai detaliate despre cumpărători, competitori, sisteme de distribuție și comunicare de piață.
Până în secolul al XIX-lea, producătorii au exportat modurile de înțelegere a nevoilor din diferite piețe și comportamentele grupurilor de consumatori. Un studiu efectuat asupra comerțului de cărți din Germania a găsit exemple atât de diferențieri de produse cât și de segmentări ale pieței încă din perioada anilor 1820. Din anii 1880, producătorii de jucării din Germania produceau modele de jucării de metal pentru piețe geografice specifice; omnibuzele și ambulanțele londoneze erau destinate piețelor britanice; dubele de livrări poștale franceze erau destinate Europei continentale iar locomotivele americane erau destinate vânzării în America. Astfel de activități sugerează că destule informații de piață au fost adunate astfel încât să poată susține segmentări de piață detaliate.
În 1895, agenția publicitară americană, N. H. Ayer & Son, a contactat prin intermediul telegrafului editori și funcționari de stat din întreaga țară în legătură cu producția de cereale, sub pretextul unei încercări de a construi un program publicitar pentru clientul lor, compania Nichols-Shephard, o companie de utilaje agricole, considerată de mulți cercetători ca fiind prima companie în cadrul căreia se atestă prima aplicare a cercetării de marketing în contextul rezolvării unei probleme de publicitate.
Între 1902 și 1910, George B. Waldron, în timp ce lucra la Mahin’s Advertising Agency, în Statele Unite, a utilizat registre fiscale, administrații orășenești și date de recensământ pentru a le arăta agenților publicitari diferența de procentaj dintre consumatorii educați și cei analfabeți și capacitatea de caștig a diferitelor ocupații în ceea ce este considerat un exemplu timpuriu de segmentare de piață simplă.
În 1911, Charles Coolidge Parlin a fost desemnat Director al Diviziei de Cercetare Comercială a Departamentului de Publicitate din cadrul Curtis Publishing Company, astfel fiind stabilit primul departament intern de cercetare de marketing – eveniment ce a fost apreciat ca marcaj al începuturilor cercetării organizate de marketing.
Obiectivul său era să transforme cercetarea de piață într-o știință. Parlin a publicat o serie de cercetări despre piețe variate de produse, printre care fiind incluse și agricultura (1911); bunurile de consum (cca. 1911); lanțurile de magazine universale (1912); un studiu de cinci volume despre automobile (1914).
în 1924, Paul Cherington a adus îmbunătățiri formelor inițiale ale segmentării demografice de piață când a dezvoltat tipologia “ABCD” a gospodăriilor prima unealtă de segmentare socio-demografică.  Până în anii 1930, cercetători de piață, precum Ernest Dichter, au recunoscut ca demografia singură nu era suficientă pentru a explica diferitele comportamente de marketing și au început un proces de explorare a importanței stilului de viață, atitudinilor, valorilor, credințelor și culturilor pentru segmentarea piețelor.
În primele trei decenii ale secolului 20, agențiile publicitare și departamentele de marketing au dezvoltat tehnici de bază care au fost folosite în metode de cercetare calitativă și cantitativă – metode de anchetă prin sondaj, chestionare, sondaje de opinie etc. Încă din anul 1901, Walter B. Scott a efectuat cercetări experimentale în cadrul Agate Club din Chicago. În 1910, George B. Waldron conducea cercetări calitative pentru Mahins Advertising Agency. În 1919, a fost publicată prima lucrare despre cercetarea comercială, Commercial Research: An Outline of Working Principles a profesorului C. S. Duncan de la Universitatea din Chicago.
Cunoașterea corespunzătoare a preferințelor consumatorilor a constituit un element cheie în supraviețuirea în cadrul piețelor din ce în ce mai competitive. Prin anii 1920, agențiile publicitare, precum J Walter Thompson (JWT), efectuau cercetări cu privire la cum și de ce consumatorii utilizau branduri, astfel încât să poată recomanda producătorilor o copie publicitară potrivită.
Apariția radiourilor în anii 1920, și a televiziunii în anii 1940, a determinat un număr de companii de cercetare de piață sa dezvolte modalități de măsurare atât pentru mărimea audienței cât și componența acesteia. În 1923, Arthur Nielsen a înființat compania de cercetare de piață, A. C. Nielsen, și pe parcursul deceniului următor a -inițiat măsurarea audiențelor ce utilizau radioul. Ulterior, aceleași metode au fost utilizate în măsurarea audientelor de televiziune. În aproximativ aceeași perioadă, Daniel Starch a dezvoltat măsuri de testare a eficacității copiilor comerciale în presa tipărită (ziare și reviste), iar ulterior, aceste măsuri au ajuns să fie cunoscute ca scorurile Starch (folosite și în ziua de azi).

În perioada anilor 1930 și 1940, multe dintre metodele de colectare a informațiilor, metode de prelevare a probelor, metode de anchetă prin sondaj, proiectări de chestionare și valori cheie au fost dezvoltate. În perioada anilor 1930, Ernest Dichter a pionierat metoda interviurilor de grup pentru cercetări calitative. Ca urmare, acesta este adesea considerat ca fiind „părintele cercetării de piață”. Dichter și-a aplicat metodele în campanii pentru branduri importante precum Chrysler, Exxon/Esso, în care a utilizat metode din psihologie și din antropologie culturală pentru a obține perspectivele consumatorilor. Aceste metode au condus în cele din urmă la dezvoltarea cercetării motivaționale. Specialiștii în istoria marketingului se referă la această perioadă ca la „Epoca de Bază” a cercetării de piață.

În perioada anilor 1930, se predau primele cursuri de cercetare de marketing în școli și universități. Manualul lui Lyndon O. Brown, Market Research and Analysis (1937) a devenit unul dintre cele mai apreciate manuale din acea perioadă. Pe măsură ce numărul de cercetători specialiști în domeniu a crescut pe parcursul celei de-a doua jumătăți a secolului al 20-lea, tehnicile și metodele utilizate în cercetarea de marketing au devenit din ce în ce mai sofisticate. Afaceriști, precum Paul Green, au avut un rol esențial în dezvoltarea tehnicilor precum analiza conjoint și scalarea multidimensională, tehnici folosite în poziționare de hărți, segmentare de piață, analiza alegerilor și alte aplicări în domeniul de marketing.
În ultimele decenii, Internetul a oferit noi modalități de adunare a informațiilor observaționale. De exemplu, diferite forme de comportament de navigare și platforme de rețele sociale oferă informații despre segmente și consumatori individuali. Aceste informații pot fi utilizate pentru analiză web, plănuirea comerțului electronic și a publicității online, evaluarea indicatorilor de performanță precum rata de clic și rata de ieșire.

## Sisteme informaționale de marketing
În mod tradițional,  cercetarea de marketing a fost asociată cu proiecte și planuri specifice. Perspectiva modernă ia în considerare o abordare mai complexă în care cercetarea de marketing dezvoltată de o firmă este mai sistematică, colectând informații într-un mod continuu pentru a evalua performanța acțiunilor de marketing și corecțiile ulterioare. Funcția de desfășurare a acestor activități este cunoscută ca sistem informațional de marketing, sau sistem informațional de piață. În cadrul acesteia sunt incluse mai multe subsisteme:
- Cercetare secundară internă, adunarea informațiilor colectate din alte unități ale firmei
- Informații de piață sau de cercetare a micro-mediului, folosind surse secundare, dar mai ales primare
- Cercetare de marketing ad-hoc pentru un anumit proiect, efectuată într-un mod mai puțin sistematic.

Sistemele informaționale de marketing nu trebuie confundate cu alte sisteme - informaționale de management, concepute pentru a gestiona informațiile pe plan intern, adesea legate de tranzacții (de exemplu, sistemul de planificare a resurselor întreprinderii).

## Metode principale
Din punct de vedere metodologic, în cadrul cercetării de marketing sunt utilizate următoarele metode de cercetare: 
Metode calitative (utilizate în principal în scopuri exploratorii)
- Metode de interogare: (1) Interogarea directă - exemplele includ interviuri de grup, interviuri aprofundate și tehnici proiective, (2) Interogarea indirectă- exemplele includ metode proiective, metode creative sau de prognoză.
- Metode de observare: Observarea directă nestructurată a comportamentului (date care nu pot fi catalogate), în mediul natural sau într-un laborator, uneori folosindu-se observatori umani (care pot fi sau nu deghizați și pot interacționa sau nu cu subiecții observați). De asemenea, studii biometrice (inclusiv instrumente de neuromarketing). Există, de asemenea, metode mixte, de exemplu studii etnografice care combină observarea și interogarea.

Metode cantitative (utilizate în principal pentru cercetări concludente)
- Metode de interogare: Instrumentele tipice sunt sondajele (poștale, față în față, prin intermediul internetului, telefonice). De asemenea, grupuri în care mai mulți subiecți sunt chestionați în mod regulat pe o anumită perioadă de timp.
- Observații structurate: Studii care observă comportamentul într-un mod structurat, datele pot fi catalogate și analizate statistic. Acestea includ date privind vânzările de la comercianții cu amănuntul, date despre cheltuielile de la consumatori, date despre audiență.
- Experimente: utilizate pentru a studia efectele cauzale. Cercetătorul creează un mediu cvasi-artificial pentru a încerca să controleze factorii falși, apoi manipulează cel puțin una dintre variabile (tratament) pe un grup de elemente și efecte de studiu, comparând cu un grup de control care nu este expus tratamentului. Pentru a controla variabilele externe care ar putea încurca rezultatele, elementele sunt alocate aleatoriu grupurilor tratate sau de control. Dacă alocarea nu este aleatorie, studiul este cunoscut ca un cvasi-experiment.

Cercetătorii utilizează adesea mai mult de un proiect de cercetare. Ele pot începe cu cercetare secundară pentru a obține informații de fond, apoi să efectueze un interviu de grup (proiect de cercetare calitativă) pentru a analiza problemele. Ca urmare, se poate realiza un studiu complet la nivel național (proiect de cercetare cantitativă), pentru a concepe recomandări pentru o anumită categorie de clienți.
Rețineți că instrumentele de cercetare în domeniul marketingului pot fi utilizate pe piețele de la întreprinderi la consumatori (B2C) (pentru a studia consumatorii, distribuitorii, concurenții) și pe piețele de la întreprinderi la afaceri (B2C). Cercetarea de marketing poate fi efectuată la nivelul piețelor locale (interne) sau internaționale. Cercetarea de marketing la nivel internațional este cu mult mai complexă, aceasta abordând variabilitatea din punct de vedere social și cultural într-o manieră care permite compararea rezultatelor.

## Aplicații specifice
Companiile se implică în procese de cercetare de marketing din două motive: în primul rând, pentru a identifica, și în al doilea rând, pentru a rezolva probleme ce țin de domeniul marketingului. Astfel, din acest punct de vedere, cercetarea de marketing poate fi clasificată în: cercetare cu scop de identificare a problemei, respectiv cercetare cu scop de soluționare. Cercetarea cu scop de identificare  se desfășoară în vederea identificării problemelor care nu sunt vizibile inițial, dar care totuși există sau au o probabilitate de a se ivi în viitor- probleme legate de imaginea companiei, caracteristicile pieței, analiza vânzărilor, previziunile economice pe termen scurt sau lung, studiul tendințelor în afaceri. Cercetările de acest tip oferă informații despre mediul de marketing și ajută la diagnosticarea unei probleme. De exemplu, rezultatele cercetării  cu scop de soluționare sunt utilizate în luarea deciziilor care vor rezolva probleme specifice de marketing. Unele aplicații tipice sunt: 
- Studiul politicii de produs - are în vedere ce produse pot fi obținute cu ajutorul tehnologiei puse la dispoziție (a se vedea dezvoltarea de noi produse).
- Tariful: studiază disponibilitatea de cumpărare, prețurile competitorilor etc.
- Analiza pieței: studiază cotele de piață, reacțiile competitorilor.
- Studiul pieței de publicitate -reprezintă o formă specializată de cercetare  efectuată pentru îmbunătățirea eficienței în publicitate. Conceptul de copy testing -cunoscut de altfel și ca “pre-testare” este o formă personalizată de cercetare cu rolul de a anticipa performanța pe piață a unei reclame înainte de a fi lansată în media , analizând nivelul de atenție al audienței,  nivelul de motivație, gradul de divertisment și de transmitere, precum și descompunând fluxul de atenție și de emoție. Pre-testarea este de asemenea utilizată și în reclame ripomatice sau animatice. (Young, p. 213)
- Analiza comportamentului de consum, incluzând atitudini, eterogenitate, clasificarea pe diverse segmente. Institutul de Cercetare din Standford (Stanford Research Institute)  organizează anual un sondaj dedicat consumatorilor, sondaj care distribuie participanții în grupuri eterogene, distribuire în scop de segmentare. NPD Group (The National Purchase Diary) este cel mai mare grup de cercetare în acest domeniu din SUA.

Mai explicit, pot fi menționate  următoarele aplicații:
- Ad Tracking- presupune studiul periodic sau permanent în cadrul pieței cu scopul de a monitoriza performanța unui brand, fiind utilizați indici precum gradul de conștientizare al brandului și gradul de utilizare al produsului. (Young, 2005)
- Studiul pieței de publicitate- utilizat cu scopul testării eficienței unei reclame în orice mediu, testare realizată prin capacitatea acesteia de a capta atenția, de a transmite mesajul și de a motiva consumatorul să achiziționeze un produs sau serviciu.
- Studiul conștientizării brandului- măsura în care consumatorul poate redenumi sau recunoaște denumirea unui brand sau produs.
- Studiul asocierii brandului- cu ce asociază consumatorul brandul?
- Studiul atribuirii brandului- care sunt caracteristicile specifice pe care un produs le garantează?
- Testarea denumirii brandului – care sunt percepțiile consumatorilor în legătură cu denumirea anumitor produse?
- Procesul deciziei de cumpărare- determină ceea ce motivează clientul să achiziționeze și procesul de decizii pe care acesta îl adoptă ; pe parcursul ultimului deceniu, neuromarketingul,  rezultat din îmbinarea neuroștiinței cu marketingul, are ca scop înțelegerea procesului pe care consumatorul  îl parcurge în momentul în care decide să achiziționeze
- Monitorizarea oculară în scop comercial (commercial eye tracking)- examinează reclamele, designurile de ambalaj, paginile web etc., folosindu-se de analiza comportamentală a consumatorului.
- Testarea conceptului- testează gradul de recepție al unui concept de către un grup țintă de consumatori.
- Coolhunting (cunoscut și ca trendspotting)- efectuează observații și predicții în schimbările unor trenduri culturale noi sau existente în domenii precum moda, muzica, cinematografia, cultura și stilul de viață
- Conceptul de copy testing- prezice performanța pe piață a unui anunț înainte de difuzare, analizând gradul de atenție ale publicului, legătura de marcă, motivația, divertismentul și comunicarea, precum și descompunerea fluxului de atenție și a emoției. (Young, p. 213)
- Studiul satisfacției consumatorului- studii calitative sau cantitative care conferă o înțelegere asupra nivelului de satisfacție al consumatorului în raport cu o achiziție
- Estimarea cererii- determină aproximativ nivelul cererii unui anumit produs pe piață
- Verificarea canalului de distribuție- evaluarea atitudinilor distribuitorilor și comercianților față de produs, brand sau companie.
- Inteligență strategică prin intermediul internetului- folosită în identificarea de opinii pe internet- platforme de chat, forumuri, pagini web, bloguri…unde oamenii se pot exprima liber în legătură cu experiențele lor cu anumite produse, devenind formatori de opinii destul de solide.
- Eficacitatea de marketing și analiza- proiectarea unor modele și estimarea rezultatelor pentru a determina eficacitatea activităților individuale de marketing.
- Metoda cumpărătorului misterios-Un angajat sau un reprezentant din cadrul firmei de cercetare contactează un agent de vânzări, indicându-i acestuia faptul că dorește să achiziționeze un anumit produs, urmând să înregistreze întreaga convorbire. Această metodă este frecvent utilizată în controlul calității sau pentru studierea produselor competitorilor
- Studiu de poziționare- cum este perceput un brand în cadrul pieței țintă comparativ cu brandurile concurente? Pe ce poziție se situează acesta?
- Testarea elasticității prețurilor- determină gradul de sensibilitate al consumatorilor manifestat la schimbările de prețuri
- Prognoza vânzărilor- determină nivelul  preconizat al vânzărilor în funcție de nivelul cererii  în raport cu factori precum cheltuieli de publicitate, promoții etc.
- Studiu de segmentare- determină caracteristicile demografice, psihografice, culturale și de comportament ale potențialilor cumpărători
- Grup online- un grup de persoane care acceptă să ofere răspunsuri legate de domeniul marketingului în mediul online
- Gestiunea stocurilor- este ținută evidența vânzărilor unui anumit produs sau a unei linii de produse
- Testare de marketing- un produs la scară mică este utilizat pentru a determina gradul de percepție al acestuia în momentul în care este introdus într-o piață mai largă
- Studiu de marketing viral- face referire la cercetarea care are ca scop estimarea probabilității de transmitere a unor informații specifice  prin intermediul unei rețele sociale individuale. Estimări din cadrul SNP (Social Networking Potential) sunt asociate cu estimări ale rentabilității vânzărilor pentru a determina randamentul investițiilor.

## Termeni frecvenți
Tehnicile de cercetare de piață se aseamănă cu cele utilizate în sondajele politice și cercetarea în domeniul științelor sociale. Meta-analiza (numită și tehnica Schmidt-Hunter) se referă la o metodă statistică de îmbinare a datelor din mai multe lucrări sau din mai multe tipuri de lucrări. Conceptualizarea reprezintă procesul de conversie a imaginilor mentale vagi în concepte ce pot fi definite. Operaționalizarea este procesul de conversie a conceptelor în comportamente observabile specifice pe care un cercetător le poate măsura. Precizia se referă la exactitatea oricărei măsuri date. Fiabilitatea se referă la probabilitatea ca o anumită construcție operaționalizată să producă aceleași rezultate dacă este reevaluată. Validitatea face referire la gradul la care o măsură furnizează date care reușesc să înregistreze tot ceea ce înseamnă construcție operaționalizată conform definiției oferite în lucrare. Întrebarea este „Măsurăm cu adevărat ceea ce intenționăm să măsurăm?”
- Cercetarea aplicată își propune să dovedească o ipoteză specifică de valoare pentru clienții care plătesc pentru cercetare. De exemplu, o companie de țigări ar putea face cercetări care încearcă să arate că țigările sunt bune pentru sănătatea cuiva. Mulți cercetători au îndoieli etice cu privire la a face cercetare aplicată.
- Sugging (provenit din engleză, din abrevierea SUG (selling under the guise) - vânzare sub pretextul cercetării de piață) reprezintă o tehnică prin care agenții de vânzări pretind sa susțină cercetări de marketing, scopul real fiind de a obține informații despre motivația și decizia de cumpărare a consumatorului.
- Frugging este practica de solicitare de fonduri sub pretextul că aparțin de o organizație de cercetare.

## Industria cercetării de marketing
Multe firme externalizează unele acțiuni de cercetare de marketing. Există o industrie mare, care oferă sprijin în cercetarea de marketing. Uneori, efectuarea serviciilor individuale oferă o gamă largă de servicii de cercetare personalizate pentru nevoile individuale ale clientului, dar, de asemenea, furnizează acces la studii asociate (servicii standardizate efectuate pentru diverse firme- client care pot cumpăra acces la o parte din informații), de exemplu, vânzările cu amănuntul într-o anumită categorie de bunuri, grupurile de consumatori, studiile de audiență. Aceste firme pot fi mai mult sau mai puțin cuprinzătoare.
- Furnizorii cu servicii limitate se specializează în una sau mai etape ale proiectului de cercetare de marketing. Serviciile oferite de acești furnizori sunt clasificate ca gestionarea serviciilor de teren, programare și introducere de date, analiză de date, servicii analitice și produse de marcă. Serviciile de teren adună informații prin intermediul internetului, serviciilor poștale, intervievarea prin telefon sau în persoană, iar firmele specializate în intervievare poarta denumirea de organizații de gestionare a serviciilor de teren. Aceste organizații pot varia de la organizații mici de proprietate care operează la nivel local la organizații multinaționale care operează prin facilități de intervievare WATS. Unele organizații mențin pe o perioadă extinsă de timp facilitățile de intervievare în întreaga țară cu scopul de a intervieva cumpărătorii din mall-uri.
- Serviciile de programare și introducere a datelor includ editarea chestionarelor completate, dezvoltarea unui sistem de codificare și transcrierea datelor pe dischete sau benzi magnetice pentru a fi introduse într-un computer. Sistemele de informații NRC oferă astfel de servicii.
- Serviciile de analiză includ proiectarea și pretestarea chestionarelor, determinarea celor mai bune mijloace de colectare a informațiilor, proiectarea planurilor de eșantionare și alte aspecte ale proiectării de cercetări. Unele proiecte complexe de cercetare de marketing necesită cunoștințe de procedee sofisticate, incluzând modele experimentale specializate, și tehnici analitice, ar fi analiza conjoint și scalare multidimensională. Acest tip de expertiză poate fi obținut de la firme și consultanți specializați în servicii de analiză.
- Serviciile de analiză a datelor sunt oferite de firme, cunoscute și sub denumirea de casa cu file, specializate în analiza computerizată a datelor cantitative, ar fi cele obținute în anchete mari. Inițial, majoritatea firmelor de analiză a datelor au furnizat numai tabele (număr de frecvență) și tabele încrucișate (numărări de frecvență care descriu două sau mai multe variabile simultan). Odată cu proliferarea software-ului, multe firme au acum capacitatea de a analiza propriile date, dar, firmele de analiză a datelor sunt încă în cerere.
- Produsele și serviciile de cercetare de marketing de marcă sunt proceduri specializate de colectare și analiză a datelor elaborate pentru a aborda anumite tipuri de probleme de cercetare a pieței. Aceste proceduri sunt patentate, da nume de marcă, și comercializate ca orice alt produs de marcă.

### Cariere
Unele posturi disponibile în cercetarea de marketing includ poziția de vicepreședinte de cercetare de marketing, cea de director de cercetare, director adjunct de cercetare, manager de proiect, director de lucru pe teren, statistician/specialist în prelucrarea datelor, analist senior, analist, analist junior și supraveghetor operațional.
Cea mai comună poziție entry-level în cercetarea de marketing pentru persoanele cu diplome de licență este cea de supraveghetor operațional. Acești oameni sunt responsabili pentru supravegherea unui set bine definit de operațiuni, inclusiv munca pe teren, editarea datelor și codificare și pot fi implicați în programare și analiza datelor. O altă poziție de bază pentru cei cu diplomă de licență este asistent de manager de proiect. Un asistent manager de proiect va învăța și va ajuta la proiectarea chestionarului, va analiza instrucțiunile din teren și va monitoriza calendarul și costurile studiilor. Cu toate acestea, în industria cercetării de marketing există o preferință tot mai mare pentru persoanele cu studii superioare. Cei cu master sau diplome echivalente vor fi probabil angajați ca manageri de proiect.
Un număr mic de școli de afaceri oferă, de asemenea, o diplomă mai specializată în Masterul Cercetării de Marketing. Un astfel de program pregătește de obicei studenții pentru o gamă largă de metodologii de cercetare și se concentrează pe învățarea atât în clasă, cât și pe teren.
Poziția tipică entry-level într-o firmă de afaceri ar fi cea de analist începător de cercetare (pentru cei cu studii de licență) sau analist de cercetare (pentru cei cu studii de masterat). Analistul începător și analistul de cercetare învață despre industria respectivă și primesc instruire de la un membru superior al personalului, de obicei managerul cercetării de marketing. Poziția de analist junior include un program de instruire pentru a pregăti persoanele pentru responsabilitățile unui analist de cercetare, inclusiv sincronizarea cu departamentul de marketing și forța de vânzări pentru a dezvolta obiective în vederea expunerii produsului. Responsabilitățile analistului de cercetare includ verificarea tuturor datelor pentru acuratețe, compararea și contrastarea cercetărilor noi cu normele stabilite și analiza datelor primare și secundare în scopul previziunii pieței.
După cum indică denumirile acestor posturi, oamenii cu o varietate de calificări și abilități sunt indispensabili în cercetarea de marketing. Specialiștii tehnici, precum statisticienii, au în mod evident nevoie de calificări solide în statistica și analiza datelor. Alte funcții, cum ar fi directorul de cercetare, necesită gestionarea activității altora și solicită abilități mai generale. Pentru a se pregăti pentru o carieră în cercetarea de marketing, studenții de obicei:
- Urmează toate cursurile de marketing.
- Urmează cursuri de statistică și metode cantitative.
- Dobândesc cunoștințe de calculator.
- Urmează cursuri de psihologie  și comportament de consum.
- Dobândesc abilități eficiente de comunicare scrisă și verbală.
- Gândesc creativ.[37]

### Ierarhia corporativă
1. Vicepreședinte al cercetării de marketing: Aceasta este poziția superioară în cercetarea de marketing. VP este responsabil pentru întreaga operațiune de cercetare de marketing a companiei și face parte din echipa de top management. Stabilește obiectivele și obiectivele departamentului de cercetare de marketing.
2. Director de cercetare: O funcție superioară, directorul de cercetare  are responsabilitatea de a dezvolta și executa toate proiectele de cercetare de marketing.
3. Asistent director de cercetare: Servește ca asistent administrativ al directorului și supraveghează o parte dintre membrii personalului de cercetare.
4. (Senior) Manager de proiect: Are responsabilitatea generală pentru proiectarea, implementarea și gestionarea proiectelor de cercetare.
5. Statistician/Specialist în prelucrarea datelor: Servește ca expert în teorie și aplicarea tehnicilor statistice. Responsabilitățile includ proiectarea experimentală, prelucrarea datelor și analiza.
6. Senior Analyst: Participă la dezvoltarea proiectelor și direcționează execuția operațională a proiectelor atribuite. Colaborează îndeaproape cu analistul, analistul junior și alți angajați în dezvoltarea proiectării cercetării și colectării datelor. Pregătește raportul final. Responsabilitatea principală pentru timpul de întâlnire și constrângerile de cost revine analistului senior.
7. Analist: Gestionează detaliile implicate în executarea proiectului. Proiectează și protestează chestionarele și realizează o analiză preliminară a datelor.
8. Analist junior: Gestionează sarcini de rutină, cum ar fi analiza datelor secundare, editarea și codificarea chestionarelor și analiza statistică simplă.
9. Director de lucru pe teren: Responsabil cu selecția, instruirea, supravegherea și evaluarea intervievatorilor și a altor lucrători de teren.